# Ямада, Исудзу
Исудзу Ямада (яп. 山田五十鈴 Ямада Исудзу) (5 февраля 1917, Осака — 9 июля 2012, Инаги) — японская актриса театра и кино.

## Биография
Родилась в бедной семье. Отец, Кусуо Ямада, был актёром; мать, Рицу — гейшей. Под влиянием матери с шести лет начала изучать традиционное искусство песни и танца. В кино дебютировала в 1930 на студии «Никкацу». Вскоре стала одной из ведущих актрис студии, однако популярность и признание критиков пришли к ней с выходом фильмов Кэндзи Мидзогути «Осакская элегия» и «Гионские сёстры», снятых на новой студии «Дайити эйга». Перейдя на студию «Тохо», снялась в нескольких фильмах с Кадзуо Хасэгавой («Цурухати и Цурудзиро» Микио Нарусэ, «Человек, исчезнувший вчера» Масахиро Макино), сделавших её ведущей актрисой.
Ямада работала со многими крупными режиссёрами, среди них — Ясудзиро Одзу, Сиро Тоёда, Тэйносукэ Кинугаса. За пределами Японии она наиболее известна по главным ролям в фильмах Акиры Куросавы — «На дне», «Трон в крови», «Телохранитель». В целом сыграла более 120 ролей в кино.
С середины 1950-х работала в основном в театре и на телевидении.
Была замужем четыре раза. Первый муж — актёр Итиро Цукита, второй — продюсер Кадзуо Такимура, третий — актёр Ёси Като, четвёртый — актёр Цутому Симомото. Её дочь от Цукиты — актриса Митико Сага (1934—1992).

## Избранная фильмография
- 1932 — «Несравненный патриот» / 国士無双 / Kokushi musō (режиссёр Мансаку Итами) — Ояэ
- 1934 — «Перевал любви и ненависти» / 愛憎峠 / Aizo toge (режиссёр Кэндзи Мидзогути) — Оута
- 1935 — «Падение Осэн» / 折鶴お千 / Оридзуру Осэн / Orizuru Osen (режиссёр Кэндзи Мидзогути) — Осэн
- 1935 — «Дева Оюки» / Maria no Oyuki (режиссёр Кэндзи Мидзогути) — Оюки
- 1936 — «Осакская элегия» / 浪華悲歌 / Нанива эрэдзи: / Naniwa erejii (режиссёр Кэндзи Мидзогути) — Аяко Мурай
- 1936 — «Гионские сёстры» / 祇園の姉妹 / Гион но симай / Gion no shimai (режиссёр Кэндзи Мидзогути) — Омотя
- 1936 — «Сорок восьмой товарищ» / Shijû-hachi-nin me (режиссёр Дайскэ Ито) — Осино
- 1938 — «Цурухати и Цурудзиро» / 鶴八鶴次郎 / Цурухати Цурудзиро: / Tsuruhachi Tsurujirō (режиссёр Микио Нарусэ) — Цурудзиро
- 1939 — «Тюсингура: Часть первая» / (忠臣蔵 / Chûshingura: Zenpen (режиссёр Кадзиро Ямамото) — О-Кару
- 1940 — «Принцесса-змея» / Hebihime-sama (режиссёр Тэйноскэ Кинугаса) — Осима
- 1941 — «Человек, исчезнувший вчера» / 昨日消えた男 / Kinō kieta otoko (режиссёр Масахиро Макино) — Котоми
- 1941 — «Шанхайская луна» / 上海の月 / Shanhai no tsuki (режиссёр Микио Нарусэ) — Цзин Люсы
- 1941 — «Битва под Каванакадзимой» / Kawanakajima kassen (режиссёр Тэйноскэ Кинугаса) — Осино
- 1942 — «Мусасибо Бэнкэй» / 西塔の武蔵坊弁慶 / Musashibo Benkei (режиссёр Кунио Ватанабэ) — Косикибу
- 1943 — «Песенный фонарь» / 歌行燈 / Uta-andon (режиссёр Микио Нарусэ) — О-Содэ
- 1944 — «Путь драмы» / 芝居道 / Shibaido (режиссёр Микио Нарусэ)
- 1945 — «Знаменитый меч Бидзёмару» / 名刀美女丸 / Meito bijomaru (режиссёр Кэндзи Мидзогути) — Сасаэ Онода
- 1946 — «Господин на ночь» / 或る夜の殿様 / Aru yo no tonosama (режиссёр Тэйноскэ Кинугаса)
- 1947 — «Актриса» / Joyu (режиссёр Тэйносукэ Кинугаса)
- 1947 — «Тысяча и одна ночь с Тохо» / 東宝千一夜 / Tôhô sen’ichi-ya (режиссёр Кон Итикава)
- 1950 — «Мастер меча Дампэй» / Tateshi danpei (режиссёр Масахиро Макино)
- 1951 — «Море фейерверков» / 海の花火 / Umi no hanabi (режиссёр Тэйноскэ Кинугаса) — Каору Уодзуми
- 1951 — «Пятеро из Эдо» / Oedo go-nin otoko (режиссёр Дайскэ Ито) — Оканэ, жена Тёбэя
- 1951 — «Прекрасная жизнь семьи» / 我が家は楽し / Waga ya wa tanoshi (режиссёр Нобору Накамура) — Намико, жена Косаку
- 1952 — «Быть матерью, быть женщиной» / 母なれば女なれば / Haha nareba onna nareba (режиссёр Фумио Камэи) — Харуэ Яскава
- 1952 — «Буря в горах Хаконэ» / 箱根風雲録 / Hakone fuunroku (режиссёр Сацуо Ямамото) — жена Томоно Ёэмона
- 1952 — «Современный человек» / 現代人 / Gendai-jin (режиссёр Минору Сибуя)
- 1953 — «Миниатюра» / 縮図 / Shukuzu (режиссёр Канэто Синдо) — Тамико
- 1953 — «Женщина идёт одна по земле» / 女ひとり大地を行く / Onna hitori daichi o yuku (режиссёр Фумио Камэи) — Саё
- 1953 — «Вслед за плывущими облаками» / 雲ながるる果てに / Kumo nagaruru hate ni (режиссёр Миёдзи Иэки) — мать Фуками
- 1953 — «Хиросима» / 広島市 / Hiroshima (режиссёр Хидэо Сэкигава)
- 1954 — «Бремя любви» / 愛のお荷物 / Ai no onimotsu (режиссёр Юдзо Кавасима)
- 1954 — «Три любви» / 三つの愛 / Mittsu no ai (режиссёр Масаки Кобаяси)
- 1954 — «Миллиардер» / Okuman choja (режиссёр Кон Итикава) — Ханакума
- 1955 — «Когда любишь» / 太陽のない街 / Aisureba koso (эпизод 3) (режиссёр Сацуо Ямамото) — Яэко
- 1955 — «Сверстники» / たけくらべ / Takekurabe (режиссёр Хэйноскэ Госё)
- 1955 — «Бремя любви» / 愛のお荷物 / Ai no onimotsu (режиссёр Юдзо Кавасима)
- 1956 — «Бронзовый Христос» / 青銅の基督 / Seidō no Kirisuto (режиссёр Минору Сибуя)
- 1956 — «По течению» / 流れる / Нагарэру / Nagareru (режиссёр Микио Нарусэ) — Оцута
- 1956 — «Статуя матери и ребёнка» / 母子像 / Boshizō (режиссёр Киёси Саэки) — Юкико Идзуми
- 1956 — «Кошка, две женщины и мужчина» / 猫と庄造と二人のをんな / Neko to Shōzō to futari no onna (режиссёр Сиро Тоёда) — первая женщина
- 1957 — «Трон в крови» / 蜘蛛巣城 / Кумоносу-дзё: / Kumonosu-jō (режиссёр Акира Куросава) — Асадзи Васидзу (леди Макбет)
- 1957 — «Чёрная река» / 黒い河 / Курой кава / Kuroi kawa (режиссёр Масаки Кобаяси)
- 1957 — «Токийские сумерки» / 東京暮色 / То: кё: босёку / Tōkyō boshoku (режиссёр Ясудзиро Одзу) — Кисако Сома
- 1957 — «На дне» / どん底 / Дондзоко / Donzoko (режиссёр Акира Куросава) — Осуги (Василиса)
- 1957 — «Самурай» / Samurai Nippon (режиссёр Тацуо Осонэ)
- 1957 — «Окраина» / Shitamachi (режиссёр Яски Тиба)
- 1958 — «Заклятье скрытого золота» / Nemuri Kyôshirô burai hikae: Maken jigoku (режиссёр Масаюки Каваниси) — Тидзуин
- 1958 — «Мальчик и три матери» / Haha sannin (режиссёр Сэйдзи Хисамацу) — Нацу, приёмная мать
- 1958 — «Сезон ведьмы» / 悪女の季節 / Akujo no kisetsu (режиссёр Минору Сибуя) — Таэко Сугавара
- 1960 — «Тайна» / Himitsu (режиссёр Миёдзи Иэки) — Сато Такахаси
- 1960 — «Сын богачей» / Bonchi (режиссёр Кон Итикава) — Сэй
- 1960 — «Ночной поток» / Yoru no nagare (режиссёры Микио Нарусэ, Юдзо Кавасима)
- 1961 — «Сорокопут» / もず / Mozu (режиссёр Минору Сибуя)
- 1961 — «Сказание о замке Осаки» / Ôsaka-jô monogatari (режиссёр Хироси Инагаки) — Ёдогами
- 1961 — «Телохранитель» / 用心棒 / Ё:дзимбо: / Yōjinbō (режиссёр Акира Куросава) — Орин
- 1961 — «Будда» / Shaka (режиссёр Кэндзи Мисуми) — Калидева
- 1962 — «Великая стена» / Shin shikôtei (режиссёр Сигэо Танака) — вдовствующая императрица
- 1964 — «Тело» / Ratai (режиссёр Масасигэ Нарусава) — владелица секс-клуба
- 1978 — «Заговор клана Ягю» / 柳生一族の陰謀 / Yagu ichizoku no inbo (режиссёр Киндзи Фукасаку) — Оэё, мать
- 1982 — «Подозрение» / Giwaku (режиссёр Ёситаро Номура) — Токиэ Хориути
- 1987 — «Верная смерть! Чудовища в особняке Брауна» / 必殺! ブラウン館の怪物たち / Hissatsu! Buraun-yakata no kaibutsutachi (режиссёр Дзёо Хиросэ) — Орику

## Признание
Дважды лауреат премии «Голубая лента» (1952 и 1956 годов), дважды была награждена премиями Японской кинокадемии за жизненные достижения (1995, 2001), удостоена Ордена Культуры (2000), став первой из актрис, получивших эту награду.